# ReSET
ReSET (kratko za: Rešimo Slovenijo Elite in Tajkunov) je politična stranka, ki je nastala na ustanovnem kongresu 25.2.2017 v Mariboru. Glavni programska usmeritev je »rešitev Slovenije elite in tajkunov«. Glede na izjave na soočenjih so elita v tem kontekstu ljudje, ki so na oblasti, predvsem tisti, ki so na položajih že dlje časa. Njihova najbolj poznana poteza je predlog zakona, s katerim bi prepovedali javno objavo političnih anket. Na parlamentarnih volitvah 2018 je stranka dosegla 0,41% glasov. Nižji davki, omejevanje prihoda beguncev in ekonomskih migrantov, ukinitev privilegijev verskih skupnosti, ukinitev obveznega RTV prispevka, vsem razumljivi zakoni in predvsem vsem razumljiva ustava, možnost za odpoklic poslanca, večja participacija državljanov so nekatere izmed programskih točk. Predlagajo tudi pokojninsko reformo, ki temelji na principu, da upokojenec dobi toliko, kot je vplačeval v pokojninsko blagajno med delavno dobo.
17. novembra 2019 se je stranka pripojila stranki Nova Slovenija na kongresu stranke NSi.